# Episodi di Cuore e batticuore (prima stagione)
La prima stagione della serie televisiva Cuore e batticuore è stata trasmessa negli Stati Uniti in prima visione dal 25 agosto 1979 al 13 maggio 1980 sulla rete ABC.
In Italia è andata in onda a partire dal 28 giugno 1981 ogni domenica in prima serata su Rai 2, senza mantenere completamente l'ordine cronologico originale degli episodi.
| n°     | Titolo originale           | Titolo italiano               | Prima TV USA      | Prima TV Italia   |
| ------ | -------------------------- | ----------------------------- | ----------------- | ----------------- |
| pilota | Hart to Hart               | Cuore e batticuore            | 25 agosto 1979    |                   |
| 1      | Hit Jennifer Hart          | Caro cugino                   | 22 settembre 1979 | 28 giugno 1981    |
| 2      | Passport to Murder         | Passaporto per la droga       | 29 settembre 1979 | 9 agosto 1981     |
| 3      | Jonathan Hart Jr.          | Jonathan Hart Jr.             | 6 ottobre 1979    | 19 luglio 1981    |
| 4      | Death in the Slow Lane     | Una macchina d'epoca          | 13 ottobre 1979   | 5 luglio 1981     |
| 5      | You Made Me Kill You       | A Jonathan con amore          | 23 ottobre 1979   | 2 agosto 1981     |
| 6      | Murder Between Friends     | Hanno sparato a Norman        | 30 ottobre 1979   | 16 agosto 1981    |
| 7      | Cop Out                    | La parrucca rossa             | 6 novembre 1979   | 23 agosto 1981    |
| 8      | Max in Love                | Max innamorato                | 13 novembre 1979  | 26 luglio 1981    |
| 9      | A New Kind of High         | La droga uccide tre volte     | 27 novembre 1979  | 20 settembre 1981 |
| 10     | With This Gun I Thee Wed   | Sposa per forza               | 4 dicembre 1979   | 11 ottobre 1981   |
| 11     | The Man with the Jade Eyes | L'uomo dagli occhi di giada   | 11 dicembre 1979  | 4 ottobre 1981    |
| 12     | Color Jennifer Dead        | La morte preferisce il colore | 8 gennaio 1980    | 30 agosto 1981    |
| 13     | A Question of Innocence    | La seconda pallottola         | 15 gennaio 1980   | 13 settembre 1981 |
| 14     | Night Horrors              | La notte degli orrori         | 22 gennaio 1980   | 25 ottobre 1981   |
| 15     | Which Way, Freeway?        | La fidanzata di Alfer         | 29 gennaio 1980   | 18 ottobre 1981   |
| 16     | Downhill to Death          | Weekend in montagna           | 5 febbraio 1980   | 1º novembre 1981  |
| 17     | The Raid                   | La collana di diamanti        | 26 febbraio 1980  | 8 novembre 1981   |
| 18     | Sixth Sense                | Sesto senso                   | 11 marzo 1980     | 15 novembre 1981  |
| 19     | Does She, or Doesn't She?  | Chi bella vuol comparire      | 18 marzo 1980     | 22 novembre 1981  |
| 20     | Cruise at Your Own Risk    | Crociera di lusso             | 8 aprile 1980     | 29 novembre 1981  |
| 21     | Too Many Cooks Are Murder  | Una stella di troppo          | 6 maggio 1980     | 6 dicembre 1981   |
| 22     | Death Set                  | Servizio celere               | 13 maggio 1980    | 13 dicembre 1981  |